# کولپین (صربستان)
کولپین (به صربی: Kulpin) یک منطقهٔ مسکونی در صربستان است که در Bački Petrovac Municipality واقع شده‌است. کولپین ۲٬۷۵۵ نفر جمعیت دارد و ۸۳ متر بالاتر از سطح دریا واقع شده‌است.